# 김유현 (1988년)
김유현(1988년 1월 2일 ~)은 대한민국의 학원 강사, 프로 겜블러다.

## 방송
- 더 지니어스: 블랙가넷 (2014) - 5위
- 더 지니어스: 그랜드 파이널 (2015) - 9위
- 심야라디오, 디제이를 부탁해 (2015)
- 강용석의 고소한 19 (2015)
- 집사인 게 자랑 (2017)

## 저서
- 진짜 미국식 영어표현(애매한 한국식 영어를 진짜 미국식 바른영어표현으로 정리해드립니다!) (2021)